# Peninsula / Félsziget Festival
Пенинсула / Фелсигет (рум. Peninsula, мађ. Félsziget) је летњи музички фестивал који се одржава једном годишње у граду Клуж-Напока (Трансилванија, Румунија), почевши од 2003. До 2012. године, фестивал се одржавао у граду Таргу Муреш.
| Година | LineUp |
| ------ | --- |
| 2010   | - Уједињено Краљевство - Tricky - САД - KoЯn - Финска - The Rasmus - Švedska - Europe - Холандија - Fedde le Grand - Шпанија - Ska-P - Уједињено Краљевство - Above and Beyond - Уједињено Краљевство - Sub Focus - Холандија - Noisia - Француска - Babylon Circus - Аргентина - Hernan Cattaneo - Аустрија - Parov Stelar - Уједињено Краљевство - Gorillaz - Уједињено Краљевство - Therapy? - Србија - Félix Lajkó |
| 2009   | - Уједињено Краљевство - The Prodigy - САД - Nine Inch Nails - Холандија - Tiësto - Уједињено Краљевство - Freestylers - Мађарска - Tankcsapda - Мађарска - Neo - Немачка - Booka Shade - Немачка - Blank & Jones - Аустрија - Parov Stelar - Уједињено Краљевство - Primal Scream - Мађарска - Kispál és a Borz |
| 2008   | - Немачка - Avantasia - Уједињено Краљевство - Morcheeba - Немачка - Beatsteaks - Холандија - Epica - САД - LTJ Bukem & MC Conrad - Мађарска - Tankcsapda - Мађарска - Subscribe - Мађарска - Republic - Мађарска - 30Y - Мађарска - Kalapács - Румунија - The Mushroom Story - Мађарска - Ektomorf - Румунија - Vama - Румунија - Fading Circles - Румунија - Vita de Vie - Румунија - Altar - Румунија - Nightlosers |
| 2007   | - Норвешка - Theatre of Tragedy - Уједињено Краљевство - Kosheen - Француска - Gojira - Уједињено Краљевство - The Exploited - Мађарска - Tankcsapda - Мађарска - Kispál és a Borz - Румунија - Vita de Vie - Румунија - Altar - Мађарска - Ossian - Мађарска - Depresszió - Мађарска - Ákos - Мађарска - Quimby - САД - Gogol Bordello                                                                                |
| 2006   | - Финска - The Rasmus - Мађарска - Moby Dick - Мађарска - Bikini - Мађарска - Tankcsapda - Румунија - Phoenix - Румунија - Altar |
| 2005   | - Финска - Apocalyptica - Уједињено Краљевство - Freestylers - Мађарска - Tankcsapda - Мађарска - Ossian |
| 2004   | - Уједињено Краљевство - Chumbawamba - Мађарска - Republic - Мађарска - Moby Dick - Мађарска - Tankcsapda |
| 2003   | |